# Гоненго (Асти)
Гоненго је насеље у Италији у округу Асти, региону Пијемонт.
Према процени из 2011. у насељу је живело 71 становника. Насеље се налази на надморској висини од 320 м.